# Кирклин (Индијана)
Кирклин (енгл. Kirklin) град је у америчкој савезној држави Индијана.

## Демографија
По попису из 2010. године број становника је 788, што је 22 (2,9%) становника више него 2000. године.
| Група             | 2000.       | 2010.       |
| Белци             | 740 (96,6%) | 770 (97,7%) |
| Афроамериканци    | 0 (0,0%)    | 1 (0,1%)    |
| Азијати           | 3 (0,4%)    | 1 (0,1%)    |
| Хиспаноамериканци | 18 (2,3%)   | 10 (1,3%)   |
| Укупно            | 766         | 788         |